# 안치열
안치열(安致烈, 1922년 2월 27일~2000년 10월 1일)은 대한민국의 교수이자 의학자이며, 전 경희대학교 총장이다. 경성부 출신이다.

## 학력
- 1940년 : 평양 제3공립중학교 졸업
- 1944년 : 평양의학전문학교 학사
- 1960년 : 전남대학교 대학원 의학박사

## 주요 경력
- 1946년 ~ 1948년 : 서울대학교 의과대학 방사선과 조수
- 1948년 ~ 1956년 : 제1육군병원 방사선과장, 미국 레다만 육군병원 연구원
- 1956년 ~ 1957년 : 서울적십자병원 방사선과장
- 1957년 ~ 1963년 : 가톨릭대학교 방사선과 주임교수
- 1963년 ~ 1964년 : 원자력연구소 방사선의학 연구실장
- 1964년 ~ 1968년 : 방사선의학연구소 소장
- 1968년 ~ 1970년 : 제7대 원자력청장
- 1970년 ~ 1979년 : 경희대학교 의과대학 교수, 경희대학교 의대대학원장
- 1971년 ~ 1973년 : 제1대 경희의료원 원장
- 1980년 : 경희대학교 기획관리실장
- 1980년 ~ 1981년 : 대한방사선방어학회 학회장[5]
- 1980년 ~ 1982년 : 제4대 경희대학교 총장[4]
- 1983년 ~ 1987년 : 경희대부속병원 치료방사선과 주임교수
- 1986년 ~ 1988년 : 대한치료방사선과학회 회장[6]
- 1986년 ~ 1991년 : 아시아 대양주 방사선의학회 학술대회 조직위원장[7]
- 1987년 ~ 1989년 : 경희대학교 명예교수
- 1988년 ~ 1995년 : 음성 꽃동네 인곡자애병원 의무원장
- 1996년 ~ 2000년 : 가평 꽃동네 노체자애병원 의무원장

## 저서
- 《Roentgen Anatomy》(1977년)
- 《한국기생충학 논저해제》(1980년)